# Zakaria Fadoul Khidir
Zakaria Fadoul Khidir est un universitaire, homme politique et écrivain moraliste tchadien né à Iriba en 1946 et décédé le 24 novembre 2019 à N'Djaména. Ce fut une personnalité notable de la communauté Zaghawa, linguiste, anthropologue et homme de culture. Il fut l'auteur de nombreux ouvrages consacrés à la tradition africaine, recevant le Grand prix littéraire du Tchad à titre posthume en 2019. Il fut également professeur et vice-recteur de l'université de N'Djaména. 
Victime des persécutions du régime d'Hissène Habré, il témoigne au procès de l'ancien président en 2015. Il est également Ministre de l'Enseignement supérieur, de la Recherche scientifique et de l’Innovation en 2018.

## Biographie

### Jeunesse et études
Zakaria Fadoul Khidir naît en 1946 à Iriba, dans le Wadi Fira. Il est issu du peuple Zaghawa (Béri). Il fait ses études primaires dans cette ville ainsi qu'à Biltine. Il étudie ensuite au lycée franco-arabe d'Abéché ainsi qu'au lycée Félix Éboué de Fort-Lamy, où il fait partie de la première génération de tchadiens à obtenir un baccalauréat (série C) en 1968,.
Il fait ensuite ses études universitaires en France, notamment à la Sorbonne, obtenant un doctorat en linguistique et phonétique.

### Lutte contre le régime d'Hissein Habré
En 1989, à la suite de l'insurrection d'une partie du peuple zaghawa, Zakaria Fadoul Khidir, alors enseignant à l’université, est arrêté dans son bureau et emprisonné par le régime d'Hissène Habré, bien qu'étranger au mouvement insurrectionnel. Il est incarcéré dans des conditions précaires (promiscuité, saleté, chaleur étouffante, absence de soins médicaux, nourriture insuffisante) et est témoin de tortures sur d'autres prisonniers. Une fois libéré, il rédige un ouvrage pour témoigner de ses conditions de détention, qu'il publie en 1998 : Les moments difficiles dans les prisons d'Hissène Habré en 1989. 
En octobre 2015, il apportera son témoignage dans le procès contre Hissein Habré devant les Chambres africaines extraordinaires. Il présidera également l'« Association des victimes, des crimes et répressions politiques du régime de Hissein Habré ».

### Carrière universitaire
En 2006, Zakaria Fadoul Khidir devient professeur au sein de l'université de N'Djaména, où il enseigne la linguistique et la littérature orale. Il deviendra aussi vice-recteur de cette université, ainsi que recteur de l'université virtuelle du Tchad.

### Ministre
Le 7 mai 2018, Zakaria Fadoul Khidir est nommé Ministre de l'Enseignement supérieur, de la Recherche scientifique et de l’Innovation dans le premier gouvernement de la IVe République tchadienne, sous la présidence d'Idriss Déby. Il reste cependant très brièvement à ce poste, étant remplacé par David Houdeingar Ngarimaden au bout de seulement 40 jours.

### Décès
Zakaria Fadoul Khidir meurt à N'Djaména des suites d'une maladie le 24 novembre 2019, à l'âge de 73 ans.

## Publications
- 1989 : Loin de moi-même
- 1998 : Les moments difficiles dans les prisons d'Hissène Habré en 1989
- 1999 : Lexique des plantes connues des Beri du Tchad
- 2005 : Bases et radicaux verbaux : déverbatifs et déverbaux du beria (langue saharienne)
- 2006 : Le chef, le forgeron et le faki - chronique d'une petite chefferie tchadienne confrontée à l'arrivée de l'islam
- 2016 : Anthropologie des populations tchadiennes : Les Béri du Tchad
- 2017 : Violences et évènements au Tchad : une approche d'anthropologie politique

## Hommages
En août 2022, une rue de N'Djaména (l'avenue 6665) est renommée en son honneur.

### Distinctions
- Chevalier de l’Ordre national du Tchad[9]
- Chevalier de l’Ordre international des Palmes académiques du CAMES[9]
- Grand prix littéraire du Tchad (2019)[1],[10]